# Arnulf Meffle
Arnulf Meffle, nemški rokometaš, * 1. december 1957, Schutterwald-Langhurst.
Leta 1984 je na poletnih olimpijskih igrah v Los Angelesu v sestavi zahodnonemške rokometne reprezentance osvojil srebrno olimpijsko medaljo.